# Türkgücü Munich
Maillots
Le Türkgücü München e. V. est un club allemand de football basé à Munich en Bavière, fondé en 2001.

## Histoire

### SV Türk Gücü Munich
En 1975, est fondé un club par des migrants turcs avec une section football et volleyball. Le club joue de 1988 à 1992 et de 1994 à 1996 en Ligue de Bavière, à cette époque le troisième niveau du football allemand. Le derby local contre le TSV 1860 Munich pouvait attirer jusqu'à 12 000 spectateurs au Dante Stadion. En 2001, le président et mécène turc, Ergun Berksoy, retourne en Turquie et laisse le club en faillite, il sera ensuite dissout.

### Türkische SV Munich
Un nouveau club est fondé en 2001, il évolue dans les divisions amateurs et en 2008 fusionne avec le SV Ataspor Munich pour devenir le SV Türkgücü-Ataspor.

### Football professionnel
Avec l'arrivée de l'entrepreneur Hasan Kivran, les objectifs sont la montée vers le football professionnel. À partir de la saison 2017-2018, le club est promu chaque saison vers la division supérieure et se retrouve en 2020-2021 en 3. Liga (troisième division) après quatre promotions successives.
En 2019, le club est renommé Türkgücü Munich.
Le 24 mars 2022, le club sous le coup d'un retrait de 11 points pour insolvabilité, se retire fin mars 2022 de la compétition en troisième division, tous ses matchs sont annulés et le club est placé à la dernière place.
Le club joue pour la saison 2022-2023, en Regionalliga Bavière, le quatrième niveau allemand.

## Stades
Le club joue à ses débuts au Bezirkssportanlage Heinrich-Wieland-Straße puis utilise les installations du SV Heimstetten, dans la banlieue est de Munich. Après la promotion en 3.Liga, comme les statuts de la ligue ne permettent pas qu'un stade soit occupé par trois clubs, le Grünwalder Stadion étant déjà occupé par le TSV 1860 Munich et l'équipe réserve du Bayern Munich, le club doit trouver un autre stade. Le club propose le stade de Wurtzbourg à plus de 300 km de Munich et le stade de Burghausen à 110 km de la capitale de la Bavière.
Mais à cause de la pandémie de Covid-19 un accord a été trouvé, Türkgücü Munich pourra disputer certains matchs au Grünwalder Stadion et aura même la possibilité d'utiliser le Stade olympique de Munich pour huit rencontres dans la saison.
Après sa descente en quatrième division le club retourne à Kirchheim-Heimstetten mais peut jouer quelques matchs au Grünwalder Stadion à Munich.